# Chalchiuhtecolotl
Chalchiuhtecolotl (ou Tlacatecolotl) est, dans la mythologie aztèque, un hibou lumineux avec des pupilles de feu.